# McHenry (Maryland)
McHenry é uma pequena comunidade localizada no Condado de Garrett, em Maryland, na costa mais ao norte do Lago Deep Creek. Localizado nos arredores de McHenry está o Garrett County Airport, Wisp Ski Resort, e Golf Club at Wisp.